# 11949 Kagayayutaka
11949 Kagayayutaka è un asteroide della fascia principale. Scoperto nel 1993, presenta un'orbita caratterizzata da un semiasse maggiore pari a 3,0921362 UA e da un'eccentricità di 0,1759166, inclinata di 7,65872° rispetto all'eclittica.